# Hithorn
Hithorn (Giethoorn, izgovor na Holandskom [ˈɣitɦoːrn]) je selo na severu Nizozemske, u provinciji Overejsel. Smešteno je u opštini Stejnvejkerland, oko 5 km jugozapadno od Stejnvejka. Trenutno broji 2,630 stanovnika. Često se pominje kao ,,Mala Venecija’’ ili ,,Nizozemska Venecija’’ zbog mnogobrojnih kanala. Poznato je po svojim mostovima, vodenim putevima i malim čamcima (punters). Kuće i farme su podeljene blokovima parcela, između kojih protiče voda, a od jedne do druge kuće može se doći ili čamcem ili preko mostića. Više od 176 mostova nalazi se u privatnom vlasništvu. Hithorn je poznat i po svojim brdašcima. Kuće se nalaze na malim uzvišenjima, pa se stiče utisak da su neke veće od drugih. Grad čini mreža uskih kanala ispunjenih vodom.

## Ime
Postoje dve pretpostavke o nastanku Hithorna. Prva je da je selo dobilo ime od Flagelanata, a po drugoj je dobilo ime po oružju (Giethoorn – Liveni rog).

## Istorija
Hithorn je nekada bio isključivo prešačka zona, bez ikakvog saobraćaja, ali danas se prave izuzeci. Ovo selo postalo je posebno poznato posle 1958, nakon snimanja komedije Fanfare, holandskog režisera Berta Hanstre.
U starom delu grada nije bilo puteva, a svi poslovi i prevoz obavljali su se preko kanala. Kasnije je dodata biciklistička staza i nasipima su stvorena veštačka jezera.
Od 1973. postaje deo  Bredevidea, koja gubi status opštine 2001. I spaja se Stejnvejku.

## Religija
U 14. veku sagrađena je prva katolička crkva. Zatim, 1551. osnovana je menonitska opština, jedna od prvih u Nizozemskoj. Do 19. veka postojale su 2 menonitske crkve. Godine 1925. udeo menonita iznosio je 41%, 40% bili su holandsko-reformisani. Godine 1955. broj se smanjio na 20%, a broj članova zajednice koji nisu pripadali crkvi, tokom 20. veka  je porastao. Današnja menonitska crkva  u selu sagrađena je 1871. 

## Poznati stanovnici
U Hithorn dolazili su mnogi poznati slikari koji su pripadali Haškoj ili Larenskoj školi, a želeli su da slikaju prizore Hithorna. Kornelis Frejdenburg, V.B Tolen i G.F van Shagen. Slikar koji se doselio u Hirhorn bio je Pit Zvirs, a Hendrik Brur rođen je u ovom selu.
Dvadesetih godina prošlog veka selo je posećivao i Ćerd Hilkema, koji je dobio i svoju ulicu (T.O. Hilkemaveh).
Od sedamdesetih godina, Hithorn postaje mesto života poznatom holandskom glumcu Rejku Hojeru, piscima Hermanu Piteru de Buru i Elki de Jong, vajaru Hermanu Nivehu i crtaču stripova Piteru van Stratenu. Godine 1974. izgorela je farma Rejka de Hojera.
Rulof  Dejksema rođen je u Hithornu, a poznati je dizajner vetrenjača.

## Turizam
Turizam gotovo da nije imao uticaja na staro, tradicionalno selo. Do nekih delova se i dalje može doći samo čamcem, a ovo nizozemsko selo poznato je pod imenom ,,Nizozemska Venecija’’ zbog kanala koji odaju bajkovit prizor. Broji više od 150 mostića. Posebnu atrakciju predstavlja kineskim turistima. Oko 200,000 kineskih turista godišnje poseti ovo malo selo od 2,230 stanovnika.

### Znamenitosti Hithorna
- Nacionalni park Veriben-viden, koji čine jezera, trska, močvare, livade i druge prirodne lepote.
- Muzej De Aude Arde (De Oude Aarde).
- Selo – Muzej na otvorenom, Museumboerderij 't Olde Maat Uus
- Brojni kanali i mostovi